# 1/3純情的感情
「1/3純情的感情」（日語：1/3の純情な感情）是日本搖滾樂團SIAM SHADE的第6張單曲。1997年11月27日由日本索尼音樂娛樂發行。

## 解說
標題曲「1/3純情的感情」是富士電視台電視動畫《神劍闖江湖》的第6代片尾主題曲。並在朝日電視台音樂節目《MUSIC STATION》中第一次進行現場演唱。以及在同樣也是音樂節目《HEY！HEY！HEY！MUSIC CHAMP》中出現。
2007年11月14日，該歌曲以12cmCD的形式重新發行。
2010年10月27日，被Acid Black Cherry重新翻唱，以致敬專輯《SIAM SHADE Tribute》之名發行。
2011年1月26日，被新興宗教樂團NoGoD重新翻唱，並同樣以致敬專輯《CRUSH！ -90's V-Rock best hit cover songs-》之名發行。同年3月9日，又被FLOW翻唱作為單曲發行（后述）。
2019年3月1日，該歌曲從Sony Music Entertainment舉辦的人氣動畫歌曲投票活動「平成動畫歌曲大賞」用戶投票獎（1989年－1999年）選出。
從1997年統計至1998年為止。1997年11月首次亮相當時登上第7名，在發行後兩個月的1998年1月，它獲得了最高排名紀錄第3名，最終銷售出了約69.9萬張，成功打響SIAM SHADE的知名度。

## 收錄歌曲
所有歌曲由SIAM SHADE作詞、作曲，SIAM SHADE、明石昌夫編曲。
1. 1/3純情的感情（1/3の純情な感情） [3:43]
原曲：DAITA（日语：DAITA），作詞：HIDEKI（日语：栄喜）
這首歌是由明石昌夫從100多首歌曲的試聽帶中選出的，並且根據明石的提議（例如提高速度）進行了很大的安排。但是SIAM SHADE（日语：SIAM SHADE）的成員們自己對此安排並不滿意，因此拒絕了一次。
PV的拍攝工作是在長野縣霧峰進行。
2. D.D.D. [3:30]
3. 1/3純情的感情 （Original Karaoke）

## 收錄專輯
| 曲名          | 專輯                                              | 發行日期       | 備註                         |
| ------------- | ------------------------------------------------- | -------------- | ---------------------------- |
| 1/3純情的感情 | 《SIAM SHADE IV·Zero》                            | 1998年1月21日  | 第3張錄音室專輯              |
| 1/3純情的感情 | 《SIAM SHADE IX A-side Collection》               | 2002年3月6日   | 精選專輯                     |
| 1/3純情的感情 | 《SIAM SHADE X ～THE PERFECT COLLECTION～》       | 2002年11月27日 | 盒裝                         |
| 1/3純情的感情 | 《SIAM SHADE XI COMPLETE BEST ～HEART OF ROCK～》 | 2007年9月26日  | 由歌迷進行投票選出的精選專輯 |
| 1/3純情的感情 | 《SIAM SHADE XII ～The Best Live Collection～》   | 2010年10月27日 | LIVE精選專輯                 |
| 1/3純情的感情 | 《神劍闖江湖 Best Theme Collection》              | 1998年3月21日  | 動畫《神劍闖江湖》合輯       |
| 1/3純情的感情 | 《神劍闖江湖 Premium Collection》                 | 1999年12月18日 | 動畫《神劍闖江湖》合輯       |
| 1/3純情的感情 | 《神劍闖江湖 COMPLETE CD、BOX》                   | 2002年9月19日  | 動畫《神劍闖江湖》合輯       |
| 1/3純情的感情 | 《神劍闖江湖 Complete Collection》                | 2011年7月27日  | 動畫《神劍闖江湖》合輯       |
| D.D.D.        | 《SIAM SHADE VIII B-side Collection》             | 2002年1月30日  | 精選專輯                     |
| D.D.D.        | 《SIAM SHADE X ～THE PERFECT COLLECTION～》       | 2002年11月27日 | 盒裝                         |
| D.D.D.        | 《SIAM SHADE XI COMPLETE BEST ～HEART OF ROCK～》 | 2007年9月26日  | 由歌迷進行投票選出的精選專輯 |

## 翻唱
- 1998年5月21日，兒玉國弘（專輯收錄）
- 1998年8月5日，嘉門達夫（日语：嘉門タツオ）（單曲《·替》收錄） ※混合曲。
- 2007年，柿原徹也（專輯《百歌聲爛 男性聲優篇》收錄） ※混合曲。
- 2009年，新谷良子（專輯《百歌聲爛 女性聲優篇III》收錄） ※混合曲。
- 2009年11月25日，Alice（日语：Alice (日本のシンガーソングライター)）（專輯《ANIME HOUSE PROJECT ～戰國·幕末MIX～》收錄）
- 2010年2月17日，MK feat.YOZU（專輯《EXIT TRANCE PRESENTS R25 SPEED ANIME TRANCE BEST 5》收錄）
- 2010年7月21日，下川美娜（專輯《Replay！ ～下川美娜青春動畫歌曲翻唱III～》收錄）
- 2010年10月20日，EIZO Japan（日语：EIZO Japan）（專輯《Super anime song Legend of the 1990's》收錄）
- 2010年10月27日，雅尼·連恩（英语：Jani Lane）（致敬專輯《SIAM SHADE Tribute》收錄） ※Alt Ver.
- 2010年10月27日，Acid Black Cherry（日语：yasu）（致敬專輯《SIAM SHADE Tribute》收錄）
- 2011年1月29日，東京未來少年（專輯《JUMPing PUNK》收錄）
- 2011年1月26日，新興宗教樂團NoGoD（致敬專輯《CRUSH！ -90's V-Rock best hit cover songs*-》收錄）
- 2011年3月9日，FLOW（后述）
- 2011年3月16日，BLiSTAR（日语：BLiSTAR）（第2張迷你專輯《BLiSTAR ROCKIN' COVERS ～Rock & Sexy～》收錄）
- 2011年8月10日，Buono!（迷你專輯《partenza》收錄）
- 2011年11月24日，VENUS（街機遊戲《动感弹珠 limelight》收錄。11月16日一些部分店舗先行運作）
- 2012年5月23日，FEST VAINQUEUR（日语：FEST VAINQUEUR）（專輯《Counteraction ―V-Rock covered Visual Anime songs Compilation―』に収録）
- 2012年8月26日，原由實、沼倉愛美（於大阪放送節目《THE IDOLM@STER STATION!!!（日语：THE IDOLM@STER STATION!!!）》內播出。之後也於2013年7月17日發行的專輯《THE IDOLM@STER STATION!!! FAVORITE TALKS》收錄）
- 2012年10月10日，艾瑞克·馬丁（英语：Eric Martin (musician)）專輯《Mr. Rock Vocalist（日语：Mr. Rock Vocalist）》收錄。
- 2013年8月7日，Kylee（日语：Kylee）（發布限定EP《CRAZY FOR YOU EP+》收錄。並將把歌詞從日文翻譯成英文進行演唱）
- 2019年7月14日，RAISE A SUILEN（由自己現場一人表演翻唱。同日於手機遊戲於遊戲《BanG Dream！少女樂團派對》中收錄）
- 2019年10月1日，佐藤和夫（SaToMansion）岩手純情米廣告歌曲[4]。
- 2023年7月3日，Rumor　(海渡翼、增田俊樹、KENN)（於手機遊戲《戰国 A LIVE》中收錄）

## FLOW單曲

### 解說
為搖滾樂團FLOW出道後的第21張單曲，包含地下時期在內的話這是他們的第25張單曲，2011年3月9日由Ki/oon Records發行。也是FLOW地下時期推出翻唱單曲《離別贈言》以來的第二枚翻唱單曲，至2011年3月31日為止以限期的方式生產。此外，SIAM SHADE成員DAITA作為吉他手也有參加演奏。
在喜劇組合懲罰中扮演Wacky角色的“ 1/3 Man”被任命為這項工作的推廣經理。
扮演「1/3人」的搞笑組合PENALTY成員瓦基於本作品擔任宣傳部長，並在發售前夕的3月8日，前往澀谷CD商店的中心進行宣傳活動。
這首歌是FLOW步入樂壇出道後，第一個沒有進行商業搭配的單曲。
2011年於手機鈴聲網站「愛貝克思集團」的全搖滾排行中獲得該年度的第2名。
單曲標語為『DAITA確定參加！FLOW翻唱了那首著名的歌曲！』

### 收錄歌曲
1. 1/3純情的感情（1/3の純情な感情） [3:53]
作詞、作曲：SIAM SHADE，編曲：FLOW、DAITA（日语：DAITA）
添加了在原始歌曲中沒有的前奏。
2. 1/3純情的感情（Instrumental）

## 收錄專輯
| 曲名          | 專輯                | 發行日期      | 備註            |
| ------------- | ------------------- | ------------- | --------------- |
| 1/3純情的感情 | 《FLOW ANIME BEST》 | 2011年4月13日 | 第3張錄音室專輯 |

## 外部連結
- Sony Music官方網站的歌曲介紹頁面 （页面存档备份，存于） （日語）
- 1/3純情的感情 （页面存档备份，存于） （日語）－歌NET（日语：歌ネット）